# 泰尔奈 (维埃纳省)
泰尔奈（法語：Ternay，法語發音：[tɛʁnɛ]）是法国新阿基坦大区维埃纳省的一个市镇，属于沙泰勒罗区。

## 地理
泰尔奈（47°2'7"N, 0°3'7"W）面积10.05 平方千米，位于法国新阿基坦大区维埃纳省，该省份为法国中西部省份，北起曼恩-卢瓦尔省和安德尔-卢瓦尔省，西接德塞夫勒省，南至夏朗德省，东南接上维埃纳省，东临安德尔省。
与泰尔奈接壤的市镇（或旧市镇、城区）包括：贝里、圣马丹德马孔、图尔特奈、迪沃河畔屈尔赛、莱特鲁瓦穆捷。

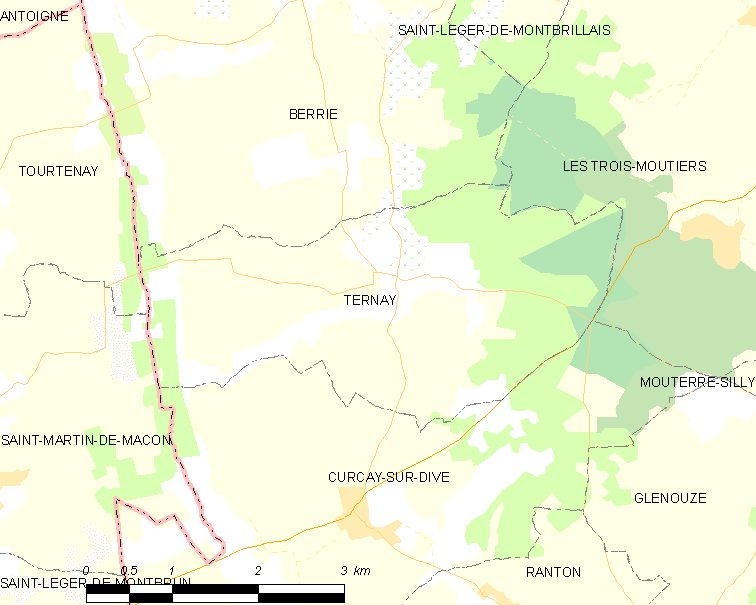
的OSM定位图

泰尔奈的时区为UTC+01:00、UTC+02:00（夏令时）。

## 行政
泰尔奈的邮政编码为86120，INSEE市镇编码为86269。

## 政治
泰尔奈所属的省级选区为卢丹县。

## 人口

1962-2008年间人口变化图示

泰尔奈于2022年1月1日时的人口数量为192人。